# Oberwinn
Oberwinn ist eine zur Gemeinde Neustadt/Vogtl. im sächsischen Vogtlandkreis gehörige Streusiedlung.

## Geographie

### Geographische Lage
Die Streusiedlung Oberwinn befindet sich zwischen Neustadt/Vogtl. im Nordwesten und Grünbach im Osten. Der Kern der Siedlung an der „Grünbacher Straße“ mit der Straßenbezeichnung „Oberwinn“ geht im Osten in das Siedlungsgebiet von Grünbach über. Weitere Gebäude befinden sich am „Oberen Winnweg“. Die Häuser von „Unterwinn“ liegen am „Winnweg“, welcher in Richtung Neustadt/Vogtl. verläuft. Zwischen Unterwinn und Neustadt/Vogtl. befindet sich die Quelle der Treba. Südlich der „Grünbacher Straße“, die eine Wasserscheide darstellt, befinden sich die „Scheibenhäuser“.
Oberwinn befindet sich im Zentrum des Vogtlandkreises und im sächsischen Teil des historischen Vogtlands. Geografisch liegt der Ort im Osten des Naturraums Vogtland.

### Nachbarorte
| Neustadt/Vogtl. |                                             | Falkenstein/Vogtl. |
| Poppengrün      | Kompassrose, die auf Nachbargemeinden zeigt | Grünbach           |
|                 | Neudorf                                     |                    |

## Geschichte
Auf der Anhöhe zwischen Neustadt/Vogtl. und Grünbach wurde im Jahr 1791 eine Schäferei erwähnt, die als „Winn“ bezeichnet wurde. Die Grundherrschaft über die Siedlung lag beim Rittergut Falkenstein. Die Siedlung Winn, welche seit jeher zu Neustadt/Vogtl. gerechnet wurde, hatte im Jahr 1875 eine Einwohnerzahl von 52 Personen. Winn gehörte als Teil von Neustadt/Vogtl. bis 1856 zum kursächsischen bzw. späteren königlich-sächsischen Amt Plauen. 1856 wurde Winn als Teil von Neustadt/Vogtl. dem Gerichtsamt Falkenstein und 1875 der Amtshauptmannschaft Auerbach angegliedert.
Durch die zweite Kreisreform in der DDR kam die nun als Oberwinn bezeichnete Siedlung als Teil der Gemeinde Neustadt/Vogtl. im Jahr 1952 zum Kreis Auerbach im Bezirk Chemnitz (1953 in Bezirk Karl-Marx-Stadt umbenannt), der 1990 als sächsischer Landkreis Auerbach fortgeführt wurde und 1996 im Vogtlandkreis aufging.